# Агрыдаг
Агрыда́г (Агры-Даг, тур. Aras Güneyi Dağları, арм. Հայկական Պար) — горный хребет в средней части Армянского нагорья. Находится на востоке Турции, к северу от озера Ван, длина хребта 200 км, высота — до 3445 м. Образован цепочкой вулканов, возникших вдоль крупных разломов. По хребту проходит часть водораздела между бассейнами Каспийского моря (Аракс) и Персидского залива (Евфрат).

## Этимология
Историческое название хребта — «Айкакан пар» (ср. англ. Haykakan Par) или «Айкаканпар». По мнению Мурзаева, «пар» в названии означает «танец», «круг», «ряд предметов». По мнению Джеймса Расселла, «Айкакан пар» может означать «армянское место» и обозначать одно из двух легендарных мест происхождения армян в армянской традиции (другое — «долина армян» рядом с озером Ван). Армянское слово «пар» при этом — заимствование из среднеиранских языков.

## Природа
Преобладают горные сухие степи, местами — редколесья (дуб, можжевельник, сосна).